# Konflikt
Konflikt, betyder egentlig "støde sammen", anvendes om (politiske) uoverensstemmelser, der forventes løst gennem forhandling. Normalt anvendes konflikt ikke synonymt med store sammenstød som krig, men gerne om de uoverensstemmelser der er gået forud for krigens udbrud.
Er konflikt på arbejdsmarkedet kan være en strejke, en lockout eller en overenskomststridig arbejdsnedlæggelse.
En konflikt kan også opstå hvis man er utilfreds med nogen eller noget.